# Mayawati

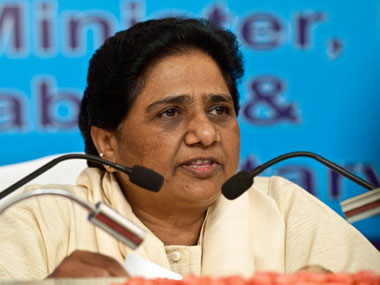
Mayawati in 2016

Mayawati (Hindi: मायावती) (15 januari 1956) is een Indiase politica van de Bahujan Samajpartij. Ze heeft meerdere malen de functie van chief minister (premier) van de staat Uttar Pradesh bekleed.
Mayawati werd geboren in het gezin van een employé van de telefoondienst, maar kon met overheidssteun studeren. Na het behalen van een graad in rechten en pedagogiek werd ze leraar. In 2001 volgde ze Kanshi Ram op als leider van de BSP.
Op 13 mei 2007 werd ze de chief minister van Uttar Pradesh, nadat haar partij tijdens de verkiezingen voor de Vidhan Sabha een verrassende meerderheid had behaald. Sinds de verkiezingen die daarop volgden is Akilesh Yadav eerste minister.
In 2009 deed ze mee aan de presidentsverkiezingen van India.
Voor veel inwoners geldt zij als een voorbeeld, aangezien ze een van de dalits is, de onaanraakbaren volgens het kastenstelsel. Ondanks deze afkomst is ze toch zover gekomen.
Mayawati kiest ervoor om alleen bij haar voornaam genoemd te worden. In werkelijkheid heet zij Mayawati Kumari.
- Gemeinsame Normdatei: 138312583
- International Standard Name Identifier: 0000 0001 2209 4923
- Library of Congress Control Number: no98114792
- Nationale Bibliotheek van Israël: 987007314153005171
- Système universitaire de documentation: 13053451X
- Virtual International Authority File: 24224230
- WorldCat: E39PBJfMm4GFHPfkFbwTgwdG73